# آراپوتانگا
آراپوتانگا (به پرتغالی: Araputanga) یک منطقهٔ مسکونی در برزیل است که در ماتو گروسو واقع شده‌است. آراپوتانگا ۱۶٬۹۵۱ نفر جمعیت دارد.